# 풀룩

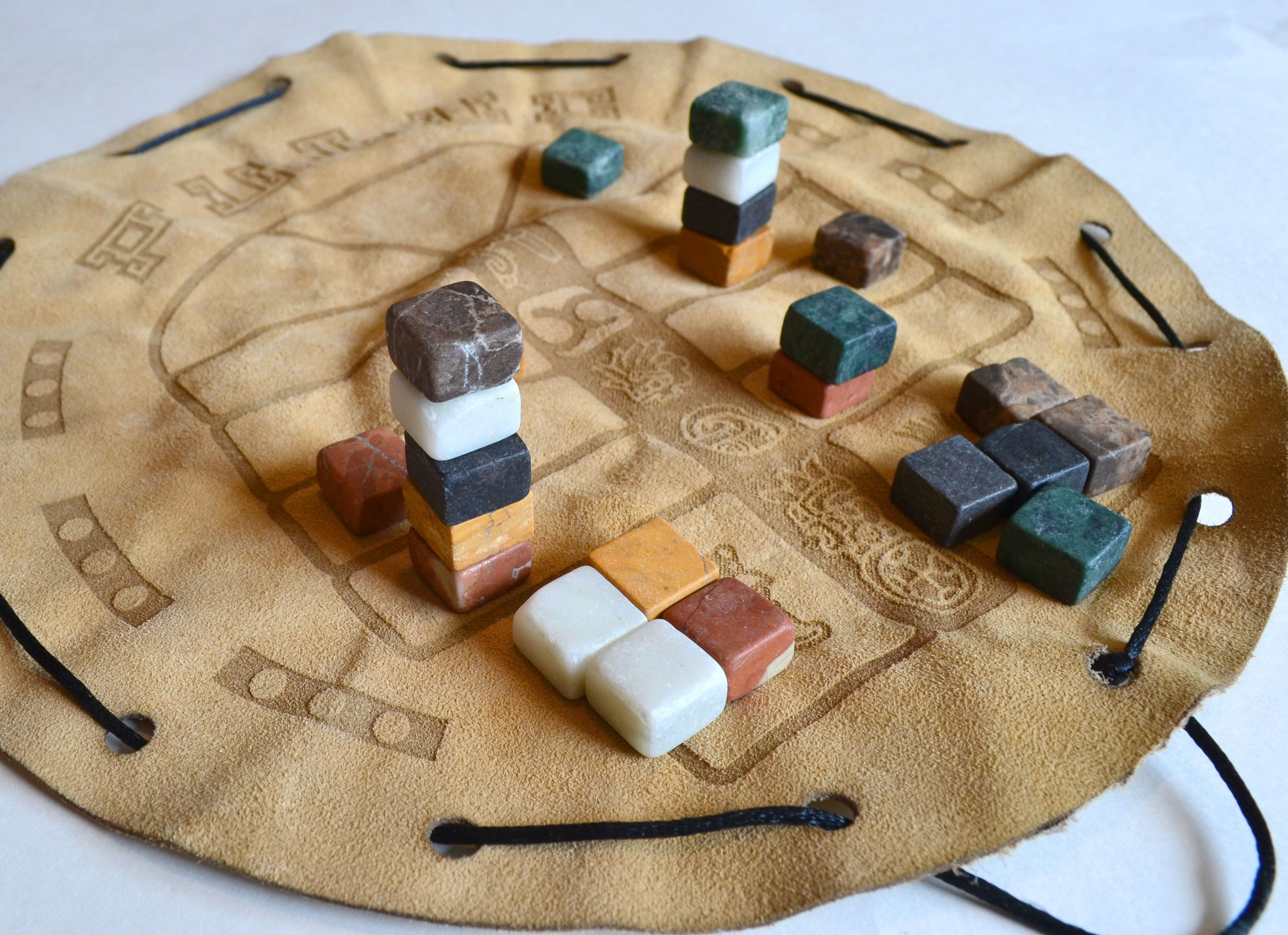

풀룩(Puluc)은 메소아메리카에서 시작된 러닝파이트 보드 게임으로, 특히 벨리즈와 과테말라 고원의 여러 마야족 사이에서 알려져 있다. 이 게임이 선콜럼버스 시대 마야 문명까지 거슬러 올라가는지, 아니면 스페인 콩키스타도르들이 도착한 후 식민지 시대 이후에 발전했는지는 불확실하다.

## 역사
15~17세기 콩키스타도르들의 침략에서 살아남은 기록이 거의 없기 때문에 게임이 언제 개발되었는지, 원래 규칙이 무엇인지 정확히 알 수 없다. 스튜어트 컬린(Stewart Culin)은 자신의 선집에 있는 게임을 유럽의 영향을 받았다고 생각하는 게임으로 정리했다. 풀룩은 이들 목록에 포함되어 있지 않으며 그의 의견으로는 유럽인들이 중앙아메리카에 도착하기 전에 게임이 개발되었을 것이다.